# Siġġiewi
Siġġiewi també coneguda com a Città Ferdinand és un municipi de Malta, situat a la zona centre-sud del país. En el cens de 2019 tenia 8.721 habitants i una superfície de 19,9 km².
El 30 de desembre de 1797, després de la demanda formal de Salvatore Curso, capellà de la parròquia, el Gran Mestre Ferdinand von Hompesch zu Bolheim va instituir el poble com a ciutat, d'aquí que sigui coneguda com a "Città Ferdinand".